# 廣末登
廣末 登（ひろすえ のぼる、1970年3月27日 -  ）は、日本の社会学者、ノンフィクション作家。元久留米大学文学部非常勤講師（社会病理学）、龍谷大学犯罪学研究センター嘱託研究員（治療法学）、日本社会病理学会会員、青少年問題学会会員。専攻は犯罪社会学、刑事政策学。

## 略歴
福岡市中央区生まれ。服飾系の専門学校中退後、2001年、北九州市立大学法学部法律学科卒業、2005年、同大学大学院法学研究科法律学専攻修士課程修了、2008年、同大学大学院社会システム研究科地域社会専攻博士後期課程修了、博士（学術）。2008年、参議院において民主党の国会議員政策担当秘書に就任、3年勤める。2018年～2019年度、福岡県更生保護就労支援事業所長、2019年～2020年度、公益財団法人　清心内海塾主席研究員、2019年、龍谷大学犯罪学研究センター嘱託研究員、2020年から、法務省・保護司（福岡市中央保護区）、2023年、西日本自分史文庫設立。2024年、立憲民主党の衆議院議員・藤原規眞の政策担当秘書に就任。

## 著書
- 『若者はなぜヤクザになったのか――暴力団加入要因の研究』2014ハーベスト社
- 『組長の娘 中川茂代の人生　更生した女性が語る自身のライフヒストリー』2015ハーベスト社
- 『組長の娘 ヤクザの家に生まれて』2016新潮文庫
- 『ヤクザになる理由』2016 新潮新書
- 『組長の妻、はじめます。女ギャング亜弓姐さんの超ワル人生懺悔録』2017 新潮社
- 『組長の妻、はじめます。女ギャング亜弓姐さんの超ワル人生懺悔録』2020 新潮文庫
- 『ヤクザと介護 暴力団離脱者たちの研究』2017 角川新書
- 『ヤクザの幹部をやめて、うどん店はじめました。極道歴30年中本サンのカタギ修行奮闘記』2018 新潮社
- 『だからヤクザを辞められない――裏社会メルトダウン』2021 新潮新書
- 『テキヤの掟ーー祭りを担った文化、組織、慣習』2023 角川新書
- 『闇バイトーー凶悪化する若者のリアル』2023 祥伝社新書

## 受賞
- 日本社会病理学会研究奨励賞　2015年10月
- 第２回守屋研究奨励賞受賞　2015年12月
- 日本社会病理学会　出版奨励賞受賞　2018年9月